# Salyersville (Kentucky)
Salyersville város az Amerikai Egyesült Államok Kentucky államában, Magoffin megyében, melynek megyeszékhelye is. Lakosainak száma 1591 fő (2020. április 1.).

## Népesség
A település népességének változása:

| 2010 | 1 883 |
| 2020 | 1 591 |